# Државни удар у Шпанији (1936)
Државни удар у Шпанији (шп. Golpe de Estado en España), 17. јула 1936, државни удар десничарских снага шпанске војске под вођством генерала Франциска Франка у покушају да оборе владу левичарског Народног фронта у Другој шпанској републици (1931-1939). Иако државни удар није успео да обори републиканску владу у Мадриду, побуњеници су за кратко време успели да заузму готово половину Шпаније и формирају алтернативну владу у Бургосу, чиме је почео шпански грађански рат, који ће потрајати пуне три године.

## Позадина

### Друга шпанска република и покушај аграрне реформе (1931—1933)
Тридесетих година 20. века Шпанија је била претежно аграрна земља са веома јаким феудалним остацима и огромном масом сеоске сиротиње и беземљаша. Примера ради, 10 хиљада властелинских породица држало је око 8 милиона хектара обрадиве земље, отприлике колико и 2 милиона породица сиромашних сељака, 15 хиљада породица богатих сељака поседовало је преко 2 милиона хектара, а 170.000 породица имућних сељака око 4 и по милина хектара. У исто време, било је око 2 и по милиона породица сељака беземљаша, са преко 10 милиона чланова, без икаквих економских и друштвених права.
Друга шпанска република, успостављена после победе републиканско-социјалистичке коалиције на изборима одржаним 12. априла 1931, донела је 1932. Закон о основама аграрне реформе, којим се предвиђала национализација великих поседа, али је његово спровођење било веома споро: до краја 1934. подељено је мање од 118.000 хектара, а свега 12.260 породица беземљаша добило је земљу.

### Владавина ЦЕДА у Шпанији (1933—1936)
Упркос неуспеху аграрне реформе, сама претња одузимања имовине натерала је поседничке класе у Шпанији да се политички организују у три главне струје: Шпанска федерација аутономних права (шп. Confederacion Espanol de Derechas Autonomas, CEDA), Шпанска фаланга хунти национал-синдикалистичке офанзиве (углавном састављена од ситнобуржоаских авантуриста) и монархисти. ЦЕДА је хтела да уведе фашизам легалним путем, а монархисти и фалангисти државним ударом и војном диктатуром. Све десничарске организације имале су 1933. око 550.000 организованих чланова, који су нарочито били бројни у војсци и жандармерији: користећи се разочарењем народа у неодлучну политику Друге републике и свестраном помоћи нацистичке Немачке и фашистичке Италије, ЦЕДА је победила на парламентарним изборима у новембру 1933. Фашистичка влада ослањала се на партијске паравојне формације, војску и жандармерију (Цивилна гарда), у којима су чланови ЦЕДА, фалангисти и монархисти чинили доминантни већину, као и десничарске паравојне формације, и одмах је почела са укидањем свих прогресивних републиканских закона.
На супротној страни, радничка класа Шпаније бројала је око 3 милиона рудара и индустријских радника, два милиона занатлијских радника и преко 2 и по милиона пољопривредних радника. Животни стандард и материјална сигурност радника и сеоске сиротиње били су веома ниски, што се често изражавало у разним видовима отпора (побуне, штрајкови, демонстрације), и подстакло старање веома масовних радничких политичких организација: почетком 1934. шпански социјалисти имали су 1.444.475 организованих чланова, синдикалисти (анархосиндикалисти) 1.577.547, а комунисти 133.266. Постојале су и две милионске синдикалне организације: Генерална унија радника - ГУР (шп. Union General de Trabajadores) и Национална конфедерација рада - НКР (шп. Confederacion Nacional del Trabajo). Ове организације имале су по 2 милиона чланова и формирале су своје радничке милиције, које су се активно супротстављале фашистичким паравојним формацијама.
Репресивна политика фашистичке владе ЦЕДА и укидање закона о аграрној реформи довеле су почетком октобра 1934. до генералног штрајка, радничких демонстрација у Мадриду и правог устанка сељака у Астурији (Астурски устанак), док се аутономна влада Каталоније у Барселони побунила против централне владе. Влада је угушила побуне у крви интервенцијом жандармерије и професионалне војске из Шпанског Марока, и завела војну диктатутру која се одржала пуне две године: маса побуњеника осуђена је на смрт, а преко 30.000 људи бачено је у тамнице.

### Победа Народног фронта и десничарска реакција
Под притиском фашиста, демократске снаге Шпаније формирале су Народни фронт, у који су ушле Социјалистичка радничка партија, Комунистичка партија, Лева републиканска партија, Федерација социјалистичке омладине, Синдикалистичка партија и Радничка партија марксистичког уједињења. Програм Народног фронта обећавао је конфискацију без накнаде велепоседничких и црквених имања у корист сиромашних сељака и беземљаша, подизање животног стандарда радника и општа амнестија политичких осуђеника. На изборима одржаним 16. фебруара 1936. листа Народног фронта добила је 267 посланичких места, а странке деснице 132. Владу су организовали леви републиканци, уз сагласност свих других чланова Народног фронта. Победа Народног фронта изазвала је реакцију десничарских партија, које су уз помоћ из иностранства почеле припреме за насилно обарање владе: главни ослонац десничара била је професионална војска (9 дивизија са око 150.000 људи и 208 авиона), и бројне полицијске снаге (Корпус безбедности од око 18.000 људи и Цивилна гарда - жандармерија - са око 34.000 војника), чије се људство састојало већином од старих најамника који су служили још пре успостављања републике и били навикнути да републиканце и левичаре сматрају непријатељима државе, а официрски кадар од чланова старих аристократских породица, које су биле директно угрожене победом радничко-сељачких партија на изборима.
Покушај нове владе да смени најистакнутије десничарске официре у војсци изазвао је отворену побуну: формирана је Војна хунта, којој су на челу били генерали Хосе Санхурхо Саканел, Франциско Франко и Емилио Мола Видал. Војну хунту је подржала већина официра у шпанској војсци и жандармерији (Цивилна гарда), чији су чланови били најамници који су се плашили смањења војске коју је најавио Народни фронт, као и све десничарске партије са својим паравојним формацијама, и средином јула 1936. организован је војни пуч са циљем насилног обарања републиканске владе и увођења војне диктатуре.

## Побуна
По плану Војне Хунте, генерал Франциско Франко побунио би војску са Канарских острва и преузео команду у Мароку, а генерал Емилио Мола у Навари повео би побуњеничке трупе на северу Шпаније. Рачунајући на подршку већине официра, професионалних војника и припадника жандармерије, побуњенички генерали очекивали су да ће брзим операцијама лако сломити евентуални отпор војних снага које би остале верне Републици. Посебно су рачунали на трупе из шпанског Марока - 6 батаљона, 14 батерија од 105 мм и 155 мм (по 4 оруђа), нешто коњице и инжињерије, 4 ескадриле (27 авиона и 5 хидроавиона) и Легију странаца, укупно око 34.000 официра и војника - које су биле најспремнији део шпанске војске.
Војска у шпанском Мароку побунила се 17. јула 1936. и заузела градове, луке и аеродроме, погубивши 189 републиканских официра, чиновника и радника који су пружили отпор. Наредног дана побунили су се многи гарнизони у Шпанији. Побуњенички генерал Гонзало Кеипо де Љано (шп. Gonzalo Queipo da Llano y Serra) преузео је власт у Севиљи. У Мадриду, у касарни Монтања (шп. Cuartel de la Montana) побуњенички генерал Хоакин Фањул Гоњи (шп. Joaquin Fanjul Goni) скупио је велики број официра и фалангиста и прогласио опсадно стање у граду, али није могао да изађе са трупама на улице, јер су радници већ били окружили касарну. Опкољене су биле и касарне Хетафе (шп. Getafe), Кампаменто (шп. Campamento) и Викалваро (шп. Vicalvaro) које су радници брзо заузели. Жестоке борбе између радника и војске у касарни Монтања трајале су од 19. јула ујутро до 20 јула у подне, кад су се побуњеници предали. Радници су том приликом запленили велики број пушака и друго оружје. У Барселони радници су извршили напад на касарну Атарасанас (шп. Atarazanas) и ликвидирали побуњенике у њој. Међутим, побуњеничке јединице из касарне Педралес ушле су у град и сукобиле се с радницима, којима се придружио део полицијских снага веран Републици. У жестоким уличним борбама побуњеници су савладани; заробљен је и њихов командант, генерал Мануел Годед Љопис (шп. Manuel Goded Llopis). У Астурији рудари су опколили касарне Симанкас (шп. Simancas) и Ел Кото (шп. El Coto) у Хихону и ликвидирали их; истовремено, опколили су и град Овиједо. У Баскији радници су 18. јула заузели све важне тачке и осујетили побуну. У Галисији радници, сељаци и рибари водили су два дана жестоке борбе против побуњеничких трупа, али су били савладани јер им је недостајало оружја. Радници су савладали побуњенике и у Малаги, Валенсији, Аликанту и Алмерији. Побуњеници су успели да задрже Бургос, Сарагосу, Памплону, Ваљадолид и Севиљу.

## Последице

### Подељена Шпанија и грађански рат
У првим данима побуне око пола територије Шпаније било је у рукама побуњеника. Држали су део Андалузије, Галисију, провинције Леон, Стару Кастиљу и Навару, западни део Арагона, са градовима Уеском, Сарагосом и Теруелом. Побуњеници су имали излаз на море једино у Кадизу, на југу, и у Ла Коруњи и Вигу, на северу, а на Медитерану нису имали ни једну луку. Републиканса територија обухватала је медитеранску обалу Шпаније, од Пиринеја до јужно од Малаге, затим део Арагона, Мурсију, највећи део Андалузије, Баскију, Сантандер и Астурију, највећи део Ла Манче и Нове Кастиље, и део Екстремадуре. Главни прелази преко француске границе, Ирун (на Атлантику) и Порт-Боу (на Медитерану), били су у почетку рата у рукама републиканаца, па је једина важнија веза побуњеника са спољним светом ишла преко провинције Бадахос за Португалију.

### Супротстављене снаге
У Шпанији побуњеницима су у почетку рата пришли гарнизони, јачине дивизија, у Севиљи, Сарагоси, Ваљадолиду, Бургосу и Ла Коруњи, затим 3 артиљеријска пука у Андалузији, поморске базе у у Кадизу и Феролу, гарнизони на Балеарским острвима (осим на Менорци), гарнизон на Канарским острвима и читава војска у шпанском Мароку. Поред ових трупа, побуњеницима су припадале фалангистичке центурије и карлистичке (монархистичке) добровољачке јединице из Наваре, које су се још од 1934. увежбавале као паравојне формације. Придружили су им се аеродроми у Севиљи, Леону и Логроњу. Највећи део флоте прешао је 21. јула на страну Републике. На страни побуњеника остао је само бојни брод Еспања, крстарице Балеарес и Канариас и једна подморница. На свим осталим бродовима и пловним јединицама флоте морнари и подофицири ликвидирали су побуну официра и преузели команду.
Републици су остали верни мањи делови гарнизона у Мадриду, Барселони, Валенсији и неким другим градовима. Већина припадника тих гарнизона се расула, а официри су највећим делом пришли побуњеницима. Републици су, такође, остали верни аеродроми у Мадриду, Барселони, Картахени и већина поморских снага. Републиканске оружане снаге у почетку грађанског рата сачињавали су највећим делом наоружани радници јединица Народне милиције. Рачуна се да је у почетку рата било преко 100.000 наоружаних милиционера. Сем тога, у саставу Републиканских оружаних снага било је око 12.000 припадника полиције и жандармерије. Нису утврђени тачни подаци о броју припадника бивше војске: према неким подацима само је око 200 официра остало верно Републици.